# Jack Teagarden
Weldon Leo Teagarden, detto Jack (Vernon, 20 agosto 1905 – New Orleans, 15 gennaio 1964), è stato un trombonista e cantante statunitense.
Fu una delle figure di maggiore spicco nell'ambito del Jazz classico. Fu denominato "Big T".

## Biografia
Nato in una famiglia di grandi appassionati di musica, ebbe due fratelli (Charles "Charlie", trombettista, e Clois, batterista) ed una sorella (Norma, pianista) che intrapresero con buon successo la carriera di musicisti jazz.
Iniziò a studiare il piano all'età di cinque anni, due anni dopo il padre (trombettista per hobby) gli regalò un bombardino ed a dieci anni iniziò lo studio del trombone.
Iniziò a suonare professionalmente dopo il 1918 in duo con la madre pianista.
Dal 1921 la sua carriera decollò e ben presto fu considerato il migliore fra i trombonisti bianchi.
Sviluppò una eccellente tecnica strumentale che, di fatto, offrì per la prima volta al trombone il ruolo di solista in ambito jazzistico.
La sua creatività pressoché inesauribile e la vocalità simile a quella dei cantanti di colore lo resero presto una star molto seguita dal pubblico ed assai ricercata dai più noti bandleader.
Suonò, fra gli altri, con le big band di Ben Pollack, Benny Goodman, Red Nichols e Wingy Manone, oltre che con proprie formazioni, diventando un punto di riferimento ed un modello da imitare per generazioni di trombonisti.
Nel 1947 entrò a far parte dei celebri All Stars di Louis Armstrong e vi rimase sino al 1951.
Fondò successivamente una propria band di "all stars", della quale fece parte anche il pianista Earl Hines.
Morì di polmonite in un motel di New Orleans dopo avere suonato per l'ultima volta la sera precedente al locale The Dream Room.

## Discografia
- 1930-34 - Chronological (Classics, 199?)
- 1934-39 - Chronological (Classics, 199?)
- 1939-40 - Chronological (Classics, 199?)
- 1940-41 - Chronological (Classics, 199?)
- 1941-43 - Chronological (Classics, 199?)
- 1944-47 - Chronological (Classics, 199?)
- 1928-43 - Father of Jazz Trombone (Avid Entertainment, 2004) (3xCD) (Eddie Condon, Bud Freeman, Jack Teagarden bands)
- 1928-40 - King of the Blues Trombone (Epic, 1963) (3xLp) (Ben Pollack, Jack Pettis, Jack Teagarden, Benny Goodman bands)
- 1929-53 - It's Time for T (Naxos, 2006)
- 1938-44 - Jack Teagarden and His Swingin' Gates (Commodore, 1944)
- 1939.06 - Birth of a Band (Giants of Jazz, 1985)
- 1939 - The Metronome All Star Bands (Camden, 1939)
- 1940 - Big Jazz (Atlantic, 1953) (Jack Teagarden Big Eight only in the 4 tracks of the first side, H.R.S. recordings)
- 1944 - The Big Band Sound of Bunny Berigan (1936) & Jack Teagarden (Folkways, 1982) (Jack Teagarden only in the last 6 tracks)
- 1944 - Big Band Jazz (Everest Archive, 1979)
- 1944.08 - Mighty Like a Rose (Koala, 1979)
- 1944.12 - Big T & the Condon Gang (Pumpkin, 1978)
- 1944.08 - Big T Plays the Blues (Ultraphonic, 1940–1944) Reissued with different titles from different labels
- 1944 - Trombone Time (Mercury, 1954) reissued as Holiday in Trombone (EmArcy, 1954) 10" Lp (Jack Teagarden only on side A, band as George Wettling's New Yorkers Keynote original recordings
- 1944-55 - Big T's Jazz (Decca, 1956)
- 1954.11 - Jazz Great (Bethlehem, 1956)
- 1954 - Meet the New Jack Teagarden Volume I (Urania, 1954) 10" Lp
- 1954 - Jack Teagarden Plays and Sings (Urania, 1954) 10" Lp
- 1954 - Accent On Trombone (Urania, 1955) contains the previous two 10" Lps. (ristampato da diverse etichette con vari titoli)
- 1954.11 - Original Dixieland (Everest Archive, 1978) originally released as Period SPL 1110 (10")
- 1956.01 - This Is Teagarden! (Capitol, 1956)
- 1956.02 - Shades of Night (Capitol, 1959)
- 1956.10 - Swing Low, Sweet Spiritual (Capitol, 1957)
- 1958.04 - Big T's Dixieland Band (Capitol, 1958)
- 1956-58 - The Complete Capitol Fifties Jack Teagarden Sessions (4xCD) (Mosaic, 1996) Ristampa dei 4 album Capitol precedenti più alttri due a nome Bobby Hackett, con inediti
- 1959.07 - Jack Teagarden at the Roundtable (Roulette, 1959)
- 1960.01 - Jazz Maverick (Roulette, 1960)
- 1961.01 - The Dixie Sound of Jack Teagarden (Roulette, 1962)
- 1961.01 - A Portrait of Mr. T (Roulette, 1963)
- 1959-61 - The Complete Roulette Jack Teagarden Sessions (4xCD) (Mosaic, ?) ristampa dei 4 precedenti album Roulette con inediti
- 1960-63 - The Swingin' Gate (Giants Of Jazz, 1981)
- Mis'ry and the Blues (Verve, 1961)
- Think Well of Me (Verve, 1962)
- Jack Teagarden (Verve, 1962)
- 1963.09 - 100 Years from Today (Grudge, 1990) Live at Monterey Jazz Festival
- The Blues and Dixie (Rondo-lette, 1963)
- Swinging Down in Dixie (Golden Tone, 1963)

### Come co-leader o ospite
- 1929 - Eddie Condon's Hot Shots (Label X, Camden) Jack Teagarden solo in 3 tracce
- The Whoopee Makers (Folkways, 1929)
- 1929 - Louis Armstrong, and his Orchestra (Columbia, 1929) 78rpm
- 1929-1930 -Louisiana Rhythm Kings - Recorded In New York 1929-1930 (Jazz Oracle, 2002) Jack Teagarden solo in 3 tracce
- 1929 - Mound City Blue Blowers (Label X, HMV, 1929)
- 1931- Charleston Chasers (Columbia, 1931)
- Eddie Lang-Joe Venuti and their all-star Orchestra (Folkways, 1931)
- Benny Goodman and his Orchestra (Columbia, 1933)
- Benny Goodman and his Orchestra (Columbia, 1934)
- 1940 - VV AA, Metronome All Stars (Columbia, 1955) (Jack Teagarden solo in 2 tracce)
- Bud Freemand and His Famous Chicagoans (Harmony, 1940)
- Eddie Condon and His Orchestra (Decca, 1944)
- Louis Armstrong (All Stars),Town Hall Concert (Victor, 1947)
- Eddie Condon and His Orchestra (Decca, 1947)
- 1947 - Louis Armstrong, Satchmo at Symphony Hall (Decca, 1947)
- 1950- Louis Armstrong, All Stars (Decca, 1950)
- 1950 - Louis Armstrong, Satchmo at Pasadena (Decca, 1951)
- 1952.08 - Ben Pollack and His Pick-A-Rib Boys (Savoy, 1952) (Jack Teagarden solo in 43 tracce)
- 1955 - Bobby Hackett (And His Jazz Band), Coast Concert (Capitol, 1955)
- 1957.09 - Bobby Hackett, Jazz Ultimate (Capitol, 1958)
- Paul Whiteman, Fiftieth Anniversary (Grand Award, 1957)
- 1957 - Bud Freeman, Chicago_Austin High School (RCA Victor, 1957)

- Red Allen, Red Allen, Kid Ory & Jack Teagarden at Newport (Verve, 1957)
- Ben Pollack, Dixieland (Savoy, 1956)